# Dolichopeza peringueyi
Dolichopeza peringueyi är en tvåvingeart som beskrevs av Alexander 1925. Dolichopeza peringueyi ingår i släktet Dolichopeza och familjen storharkrankar. Inga underarter finns listade i Catalogue of Life.